# Paranemastoma machadoi
Paranemastoma machadoi is een hooiwagen uit de familie aardhooiwagens (Nemastomatidae).
De originele naamcombinatie (protoniem) was Nemastoma machadoi Roewer, 1951. Een volgende naamrecombinatie werd gepubliceerd als Paranemastoma machadoi (Roewer, 1951) in Prieto 2008.